# Tomohon
Tomohon – miasto w Indonezji na Celebes, na półwyspie Minahasa w prowincji Celebes Północny; 28 tys. mieszkańców (2006).
Ośrodek turystyczny, nazywany Miastem Kwiatów (Kota Kembang); posiada zdrowy, chłodny klimat; leży u podnóża szczytu Lokon, w okolicy liczne ośrodki wypoczynkowe (najbardziej znany to Kinilow); 2 wyższe uczelnie: Universitas Sariputra i Universitas Kristen Indonesia Tomohon.